# 晓天镇
晓天镇，是中国安徽省六安市舒城县下辖的一个乡镇级行政单位。

## 行政区划
晓天镇共辖以下地区：
街道居委会、龙潭村、方冲村、三元村、郭冲村、汪冲村、朱河村、南岳村、和岗村、大河村、真仁村、黄沙村、天仓村、舒安村、舒川村、舒兴村、舒岭村、白桑园村、双河村、苏平村、驮岭村、张田村、独山村、槐花村、查湾村、褚河村、龙井村、大马村、桃李村。